# Acantholaimus gathumai
Acantholaimus gathumai is een rondwormensoort uit de familie van de Chromadoridae. De wetenschappelijke naam van de soort is voor het eerst geldig gepubliceerd in 1997 door Muthumbi & Vincx.